# 上帝与国家
《上帝与国家》（法語：Dieu et l'état）是俄罗斯无政府主义哲学家米哈伊尔·亚历山德罗维奇·巴枯宁一份未完成的手稿，于作者死后的1882年发表。这份著作从唯物主义、无政府主义和个人主义角度批判了基督教和当时兴起的专家统治运动。

## 出版史
《上帝与国家》写于1871年2月至3月间，最初是作为作者跨度更广的著作《克努托-日耳曼帝国和社会革命》的第二章写成的。
1885年，亨利·西摩在伦敦出版的《无政府主义者》第一期中刊登了玛丽·勒庞特英文译本出版的公告。国际出版公司宣布，该书的利润将捐给俄国革命党的红十字会。